# Leiocanthus
Genre
Leiocanthus est un genre de kinorhynches de la famille des Pycnophyidae.

## Liste des espèces
Selon Sánchez, Yamasaki, Pardos, Sørensen et Martínez en 2016 :
- Leiocanthus chalgap (Sánchez, Rho, Min, Kim & Sørensen, 2013)
- Leiocanthus corrugatus (Higgins, 1983)
- Leiocanthus ecphantor (Higgins, 1983)
- Leiocanthus emarginatus (Higgins, 1983)
- Leiocanthus faveolus (Brown, 1999)
- Leiocanthus fimbriatus (Higgins, 1982)
- Leiocanthus lageria (Sánchez, Herranz, Benito & Pardos, 2014)
- Leiocanthus langi (Higgins, 1964)
- Leiocanthus mainensis (Blake, 1930)
- Leiocanthus nagini Sørensen, Gasiorowski, Randso, Sánchez & Neves, 2016
- Leiocanthus parapardosi Sánchez & Yamasaki, 2016
- Leiocanthus pardosi (Sánchez, Rho, Min, Kim & Sørensen, 2013)
- Leiocanthus sculptus (Lang, 1949)

## Publication originale
- Sánchez, Yamasaki, Pardos, Sørensen & Martínez, 2016 : Morphology disentangles the systematics of a ubiquitous but elusive meiofaunal group (Kinorhyncha: Pycnophyidae). Cladistics, vol. 32, no 5, p. 479-505.